# Ella Bruccoleri
 (février 2025).
Si vous disposez d'ouvrages ou d'articles de référence ou si vous connaissez des sites web de qualité traitant du thème abordé ici, merci de compléter l'article en donnant les références utiles à sa vérifiabilité et en les liant à la section « Notes et références ».
Ella Brucocoleri est une actrice britannique née en 1990 à Scarborough en Angleterre.

## Filmographie

### Cinéma
- 2023 : Polite Society : Alba
- 2024 : Quiet Life : Sophie
- 2024 : Les Intrus : Jasmine
- 2024 : Joy : Lesley Brown
- 2024 : Paddington au Pérou : Rosita
- 2025 : Bank of Dave 2: The Loan Ranger : Zoe
- 2025 : Settle : Alex Porter

### Télévision
- 2018 : Genius : la barmaid (1 épisode)
- 2018 : The Last Kingdom : la jeune nonne (1 épisode)
- 2018-2022 : Call the Midwife : Sœur Frances[1] (36 épisodes)
- 2021 : Back to Life : Sharon (1 épisode)
- 2021 : All Creatures Great & Small : Anabel Dinsdale (1 épisode)
- 2023 : Extraordinary: Rebecca (1 épisode)
- 2023 : Hotel Portofino : Joan (1 épisode)
- 2023 : Alice & Jack : Louise (1 épisode)
- 2023 : The Chelsea Detective : Rena Friedman (1 épisode)
- 2024 : Passenger : Ali Day (6 épisodes)
- 2024 : La Chronique des Bridgerton : Mlle Barragan (4 épisodes)
- 2024 : Ludwig : Megan Rowlands
- 2025 : Suspect: The Shooting of Jean Charles de Menezes : Sarah (1 épisode)